# پلاگیومنیوم
پلاگیومنیوم (نام علمی: Plagiomnium) نام یک سرده از رده رده دم‌اسبی است.